# Сальчичон

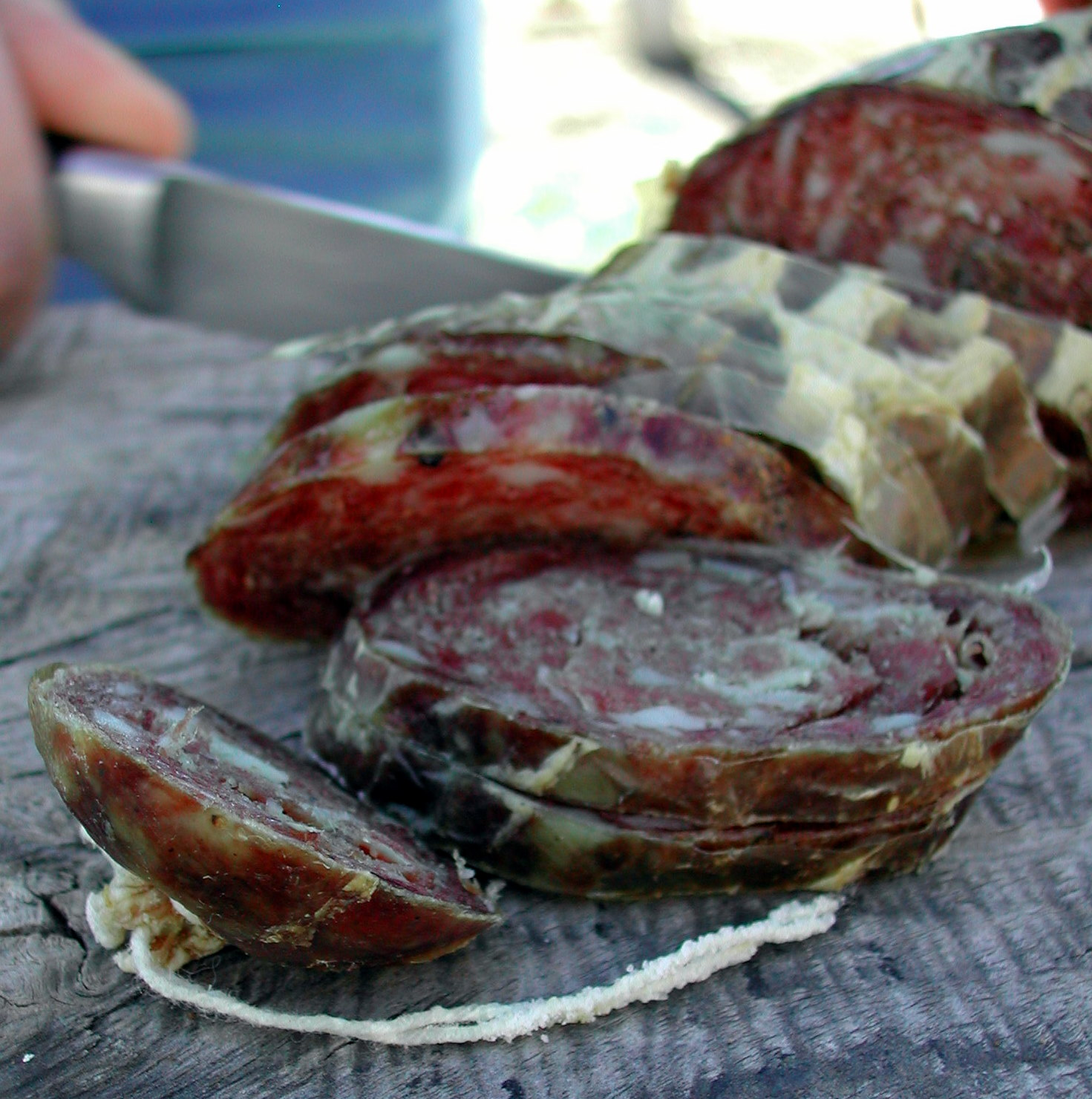
Сальчичон из кабанины

Сальчичо́н (исп. Salchichón) — испанская сырокопчёная или сыровяленая колбаса. Изготавливают сальчичон из свинины, добавляя иногда телятину, конину или оленину. Приправляют солью, перцем, чесноком, мускатным орехом, гвоздикой и кориандром. По религиозным соображениям у испанских мусульман, живущих в Сангуэса, рецепт немного изменён: свинина отсутствует, в составе только конина, оленина и телятина, иногда добавляется гусятина.
Измельчённую массу оставляют мариноваться на сутки, а затем помещают в натуральную оболочку и подвешивают на несколько дней для отвердевания путём копчения или вяления.

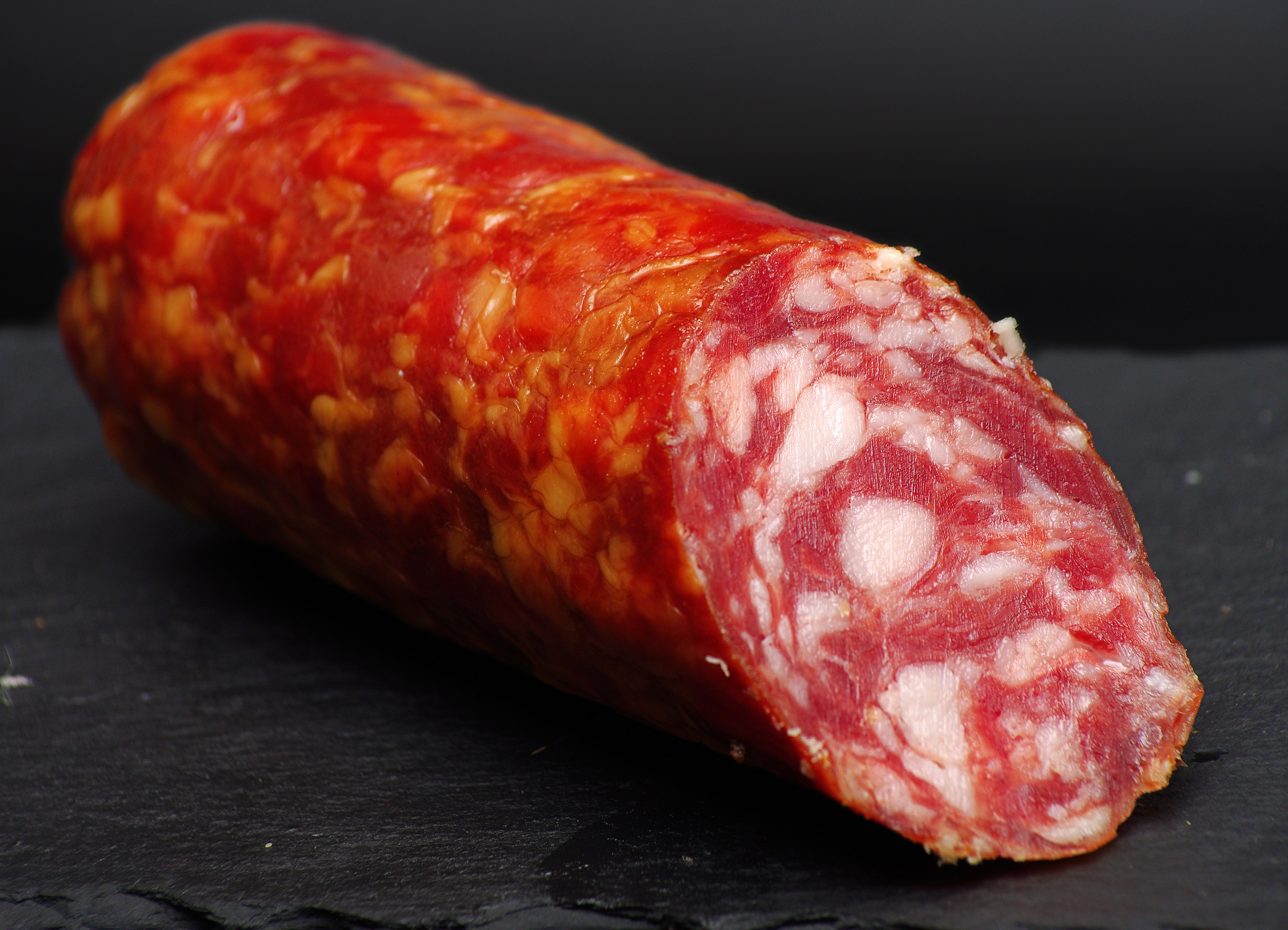
Сальчичон из свинины